# Antoine Kaburahe
Antoine Kaburahe, né le 3 avril 1966  à Gitega, est un journaliste, écrivain et éditeur belgo-burundais. Il est fondateur et directeur du journal hebdomadaire en langue française Iwacu  qui paraît au Burundi ainsi que du groupe de presse du même nom. Depuis novembre 2015, il vit en exil en Belgique.

## Biographie
Fils de Damien Kaburahe, ancien rédacteur en chef de Ndongozi, périodique de l'Église catholique du Burundi, Antoine Kaburahe entre et fait carrière dans la même profession que son père après des études supérieures à l’université du Burundi en littérature française et à l’École supérieure de journalisme de Paris où il obtient un diplôme de maîtrise. Il est aussi détenteur d'une maîtrise en management des médias obtenu à l'École supérieure de journalisme de Lille.  

## Carrière
En 1992, Antoine Kaburahe commence sa carrière de journaliste à la radio nationale du Burundi. En mai 1993, à cinq mois du déclenchement de la guerre civile burundaise, avec un groupe de jeunes journalistes, il lance Panafrika, un bimensuel d’information en français. Dans le contexte de la guerre et de la multiplication des « médias extrémistes » qui alarment  Reporters sans frontières (RSF), Panafrika est, selon cette organisation, l'un des rares titres de la presse écrite locale qui gardent une tenue professionnelle. 
En 1996, avec des journalistes français et burundais, il participe au lancement de la radio Umwizero, une des premières radios indépendantes du Burundi depuis le retour du pays au multipartisme. 
Vers la fin de l’année 1997, à la suite des menaces de mort qu'il subit, Antoine Kaburahe s’exile en Belgique où il reste dix ans. 
Le 30 juillet 2002 alors qu'Antoine Kaburahe est en exil, Panafrika est interdit par le Conseil national de la communication, l'autorité burundaise de régulation des médias, à la suite de la parution d'un numéro « extrémiste et subversif ». Il avait publié l'interview d'un membre de l'opposition qui fustigeait « l’arbitraire et les méthodes dictatoriales » du président de la République. 
En 2008, il se réinstalle au Burundi où il lance l'hebdomadaire d'information  Iwacu diffusé en deux éditions, l'une en langue française et l'autre en kirundi. Iwacu évolue en groupe de presse avec l'ouverture d'une version en ligne du journal, une maison d'édition de livres, une télévision sur le web ainsi qu'un magazine mensuel.  
En novembre 2015, alors que le Burundi traverse une crise politique à la suite de la candidature et de la réélection controversées de Pierre Nkurunziza pour un troisième mandat présidentiel consécutif, Antoine Kaburahe est soupçonné par la justice burundaise de complicité avec les auteurs d'une tentative de putsch militaire survenue le 13 mai 2015 qui échoue. Le 16 novembre 2015, il est convoqué et entendu par le procureur de la République à Bujumbura. 
Depuis la fin du mois de novembre 2015, il vit en exil en Belgique d'où il continue à diriger le groupe de presse Iwacu. Depuis janvier 2022, il est coordonnateur régional du projet Radio Ndarason international.

## Honneurs
- Janvier 1998: Prix de la fiction 1997 au 7e concours international de création radiophonique Phonurgia Novale pour son conte La complainte de la rebelle , remporté comme journaliste producteur à la radio Umwizero[11].
- Lauréat 2012 Brouillon de rêve dans la catégorie Documentaire sonore avec La mort des tambours sacrés du Burundi co-produit avec François Capelier[12].
- 2 mai 2016: médaille de la Ville de Paris en hommage aux « héros de l’information », reçu des mains du maire de Paris, Anne Hidalgo[13].
- 2016 : prix Reporters sans frontières[14]

## Publications

### Romans et nouvelles
- Testament de l’espoir : recueil de nouvelles, Bujumbura, La Licorne, 1997, 86 p.

### Essais
- Burundi: la mémoire blessée, Bruxelles, La Longue Vue, 2002, 243 p.  (ISBN 2871210950)
- Cinq ans d’éditoriaux et de réflexions (2008-2013), Bujumbura, Iwacu, 2014, 173 p.

### Biographies
- Monseigneur Simon Ntamwana, archevêque de Gitega. Soyons les serviteurs de la vie. Entretiens avec Antoine Kaburahe, Bruxelles, le roseau vert, octobre 2005, 258 p.
- Pierre Claver Mbonimpa: Rester debout, Bujumbura, Iwacu, 2017, 144 p.  (ISBN 979-10-93819-03-7)